# Villalba de los Alcores
Villalba de los Alcores ist ein nordspanischer Ort und eine Gemeinde (municipio) mit 392 Einwohnern (Stand: 2024) im Nordosten der Provinz Valladolid der Autonomen Gemeinschaft Kastilien-León. Der gesamte Ort mit seiner Burg (castillo) ist als Conjunto histórico-artístico anerkannt.

## Lage
Der Ort Villalba de los Alcores liegt im Süden eines nördlichen Ausläufers der Montes Torozos in der Comarca Tierra de Campos in der kastilischen Hochebene in einer Höhe von etwa 855 m ü. d. M. Die Provinzhauptstadt Valladolid befindet sich gut 30 km (Fahrtstrecke) südöstlich; die Stadt Palencia ist gut 38 km in nordöstlicher Richtung entfernt. Das Klima im Winter ist durchaus kalt, im Sommer dagegen warm bis heiß; die spärlichen Regenfälle (ca. 445 mm/Jahr) fallen verteilt übers ganze Jahr.

## Bevölkerungsentwicklung
| Jahr      | 1842 | 1900 | 1950 | 2000 | 2016 |
| Einwohner | 800  | 1292 | 1262 | 581  | 422  |

Der Bevölkerungsrückgang im 20. Jahrhundert ist im Wesentlichen auf die Mechanisierung der Landwirtschaft und den damit einhergehenden Verlust von Arbeitsplätzen zurückzuführen.

## Wirtschaft
Die Feldwirtschaft und der Weinbau spielten seit jeher die wichtigste Rolle für die Bevölkerung der Region, doch bereits im Mittelalter entwickelten sich auch Handwerk und Handel. In der zweiten Hälfte des 20. Jahrhunderts hat auch der Tourismussektor größere Bedeutung erlangt.

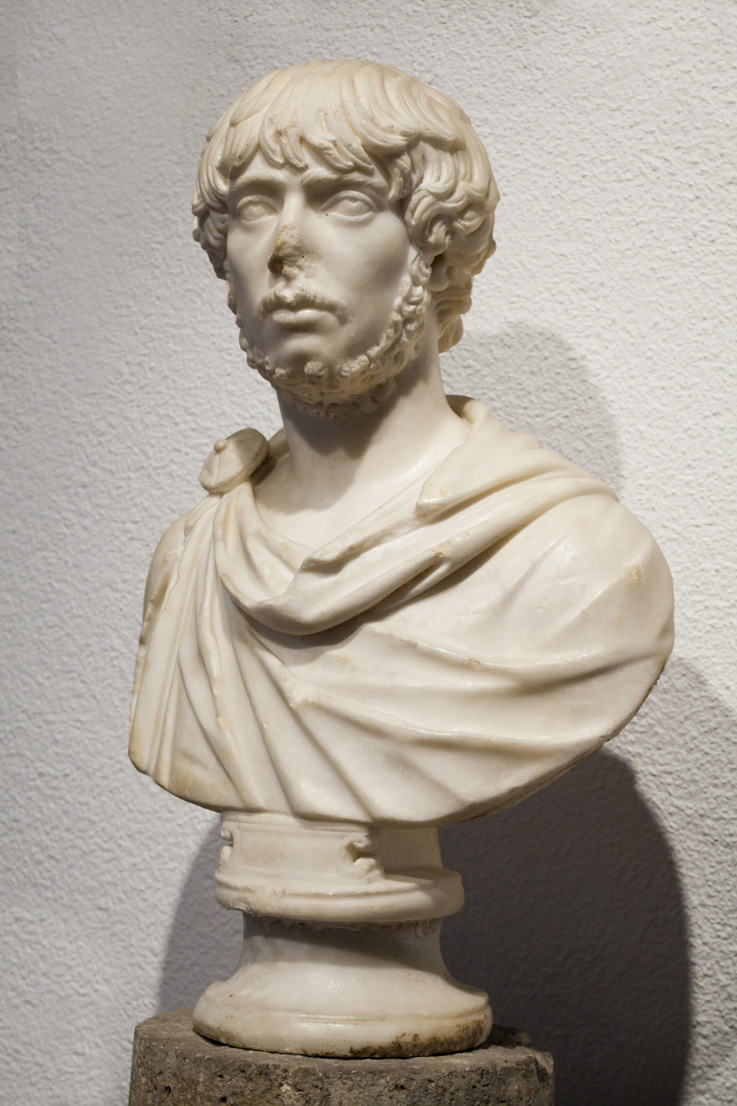
Römische Marmorbüste aus Villalba de los Alcores

## Geschichte
In vorrömischer Zeit gehörte die Region zum Siedlungsgebiet des keltischen Volksstamms der Vaccäer; später kamen Römer und Westgoten. Im 8. Jahrhundert wurde das Gebiet von den Mauren überrannt, doch bereits im 9. Jahrhundert eroberten asturisch-leonesische Heere die Gebiete nördlich des Duero zurück (reconquista). Ende des 10. Jahrhunderts machte der maurische Heerführer Almansor die christlichen Erfolge vorübergehend wieder zunichte, aber im 11. Jahrhundert dehnte das Königreich León sein Herrschaftsgebiet erneut bis zur Duero-Grenze aus. Um das Jahr 1210 erhielt Alfonso Téllez de Meneses den Ort vom kastilischen König Alfons VIII. als Lehen; er gilt als Erbauer der Burg. Nach vorangegangenen, aber wiederholt gescheiterten Versuchen vereinigte sich León im Jahr 1230 endgültig mit dem Königreich Kastilien. Seine Blütezeit erlebte der Ort im ausgehenden Mittelalter und in der frühen Neuzeit.

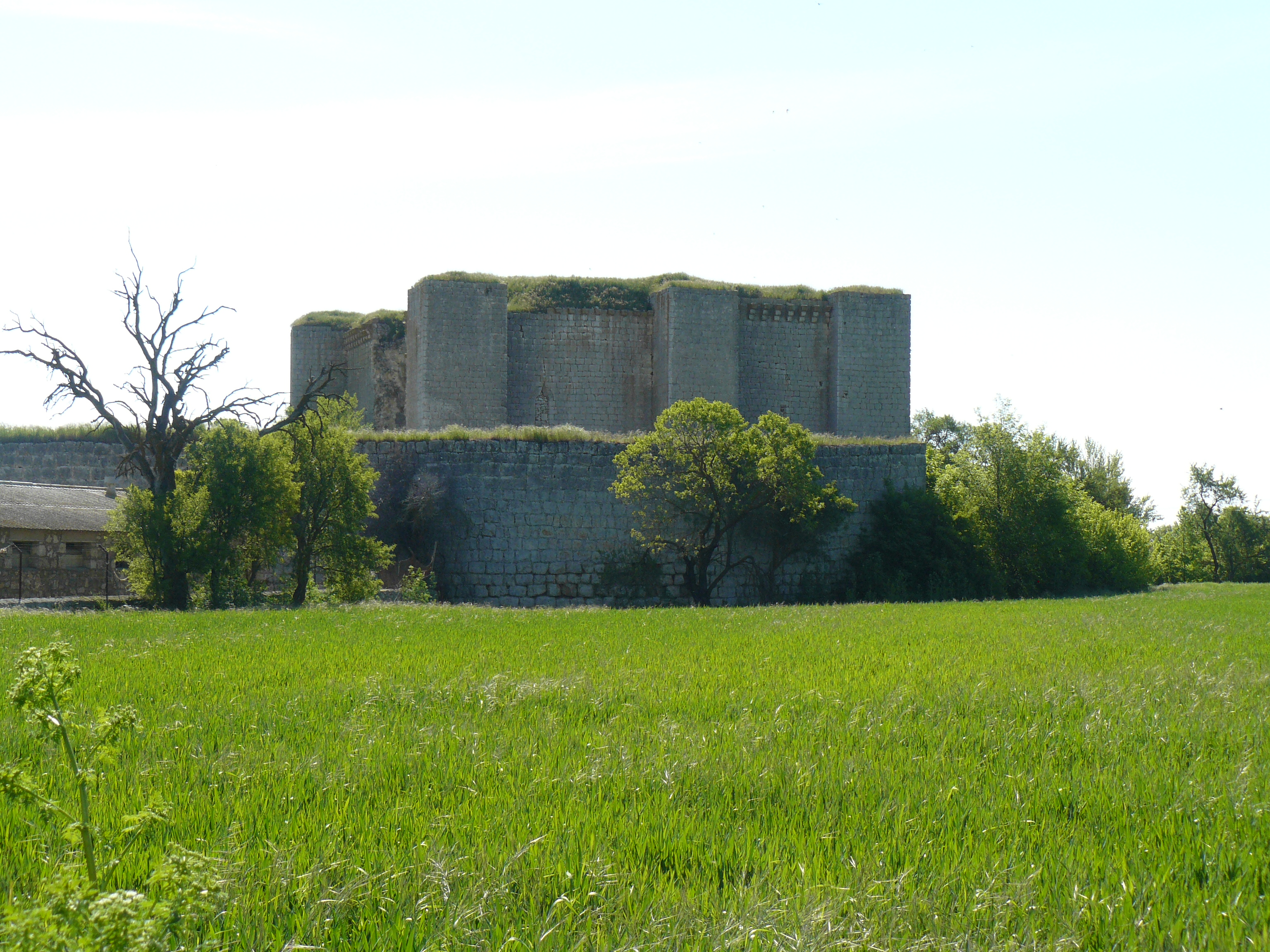
Castillo de Villalba

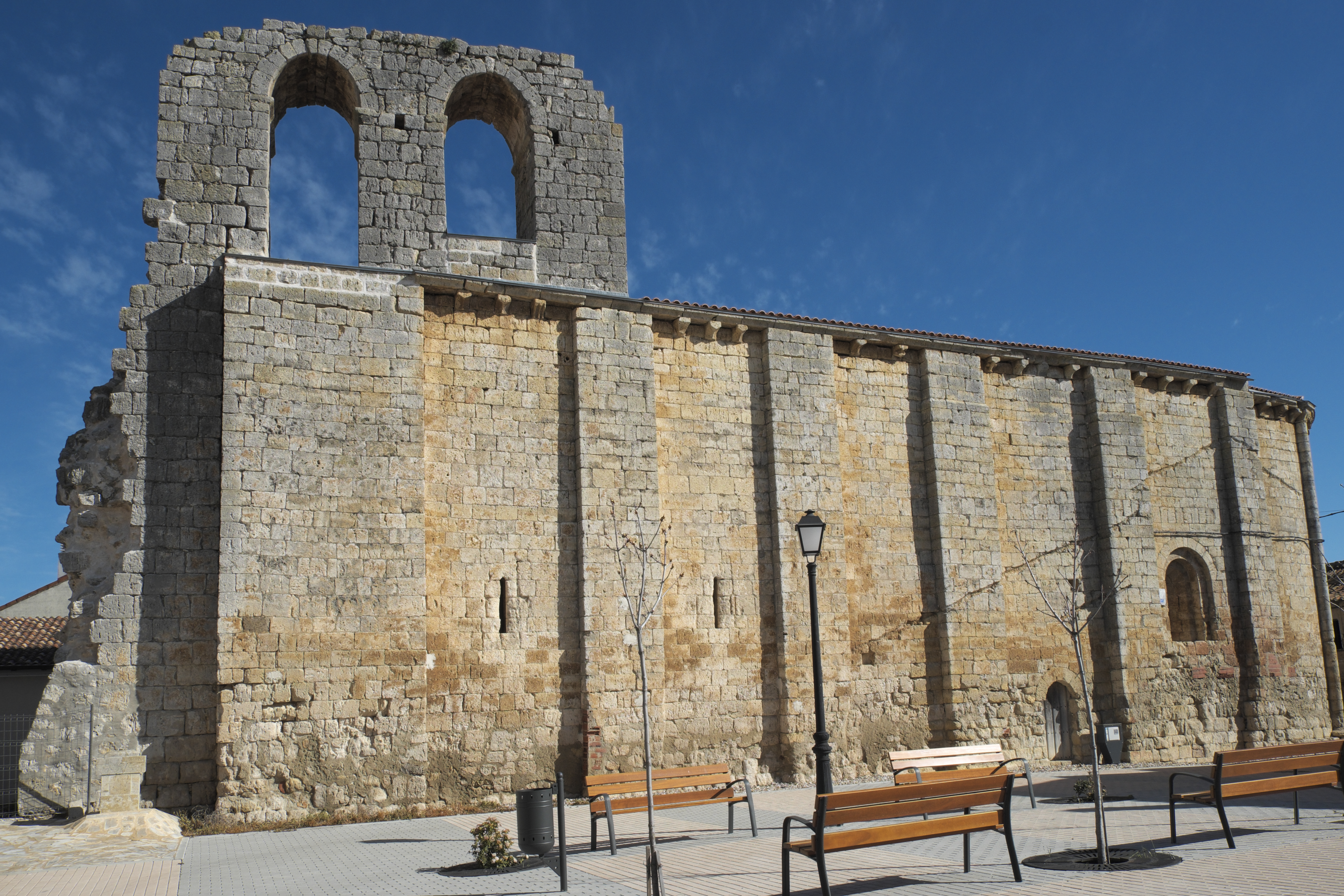
Santa María del Templo

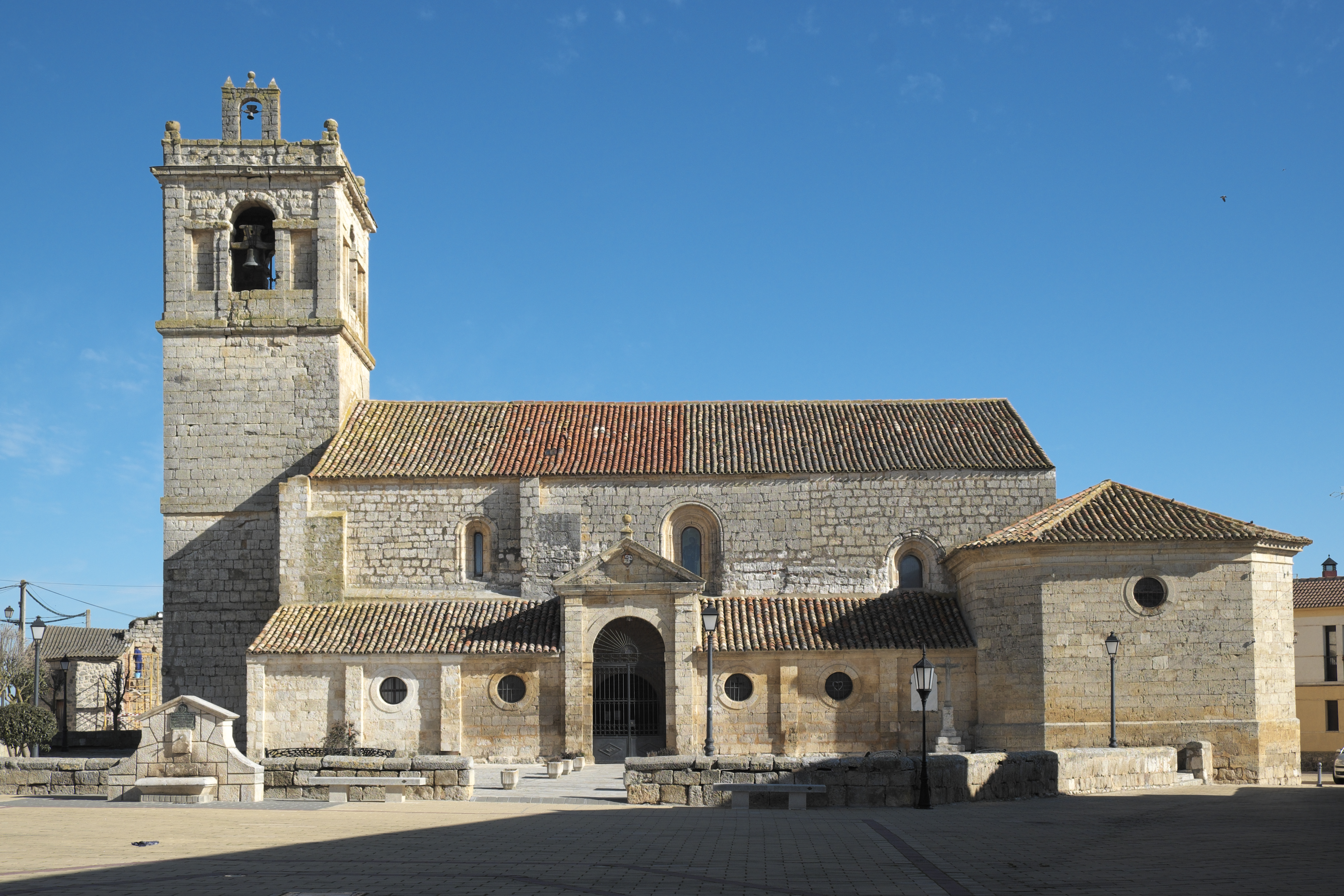
Kirche Santiago Apóstol

## Sehenswürdigkeiten
Da Villalba de los Alcores am Südhang eines Ausläufers der Montes Torozos liegt, sind hier – anders als in den weiter nördlich oder westlich gelegenen Gebieten der Tierra de Campos – alle Gebäude aus Naturstein errichtet.
- Vom zu Beginn des 13. Jahrhunderts wahrscheinlich von Alfonso Téllez de Meneses erbauten Castillo de Villalba sind noch bedeutende Teile erhalten, die jedoch nicht zu besichtigen sind. Im Jahr 1520 hielt sich Johanna die Wahnsinnige, die Tochter der Katholischen Könige Isabella von Kastilien und Ferdinand von Aragón, mit dem mitgeführten Leichnam ihres Gemahls Philipp dem Schönen eine Zeit lang hier auf. Im Jahr 1528 diente die Burg als nobles Gefängnis für die als Geiseln gehaltenen Söhne des französischen Königs Franz’ I.[6]
- Von der den Ort umschließenden mittelalterlichen Stadtmauer (muralla) sind noch mehrere Eckrundtürme erhalten.[7]
- Die um 1200 im Stil der Romanik entstandene Iglesia de Santa María del Templo ist ein einschiffiger Bau, von dem nur noch die durch Strebepfeiler gegliederten und stabilisierten Außenmauern erhalten sind. Sein Ursprung wird dem Templerorden, der im Ort nachweislich Grundbesitz besaß, zugerechnet.[8]
- Die Iglesia de Santiago Apóstol entstand im 16. Jahrhundert an der Stelle einer romanischen Kirche, von der noch die halbrunde Apsis mit Strebepfeilern und einem teilweise figürlich gestalteten Konsolenfries unterhalb der Dachtraufe erhalten ist. Der Eingang befindet sich auf der Südseite. Das Innere der Kirche ist dreischiffig mit Säulen auf achteckigem Grundriss, aus denen die Rippen für die Sterngewölbe herauszuwachsen scheinen. Der spätbarocke Hochaltar zeigt gedrehte Salomonische Säulen im Stil des Churriguerismus.[9]
- Am Ortsausgang steht die kleine Ermita del Santo Cristo del Humilladero.
- In die felsigen Hänge am Ortsrand sind zahlreiche Lagerräume (bodegas) für Wein, Wurst und Schinken hineingehauen.

Umgebung
- Etwa 4 km nördlich des Ortes befinden sich die Ruinen des ehemaligen Zisterzienserklosters Matallana. Auf dem Gelände einer nahegelegenen Finca steht ein restauriertes Taubenhaus.[10]
- Im ca. 6 km südwestlich des Ortes gelegenen ehemaligen Weiler Fuenteungrillo wurde ein archäologischer Park eingerichtet (Aula arqueológica del poblado medieval), der sich mit den Lebensumständen in einem mittelalterlichen Haus beschäftigt.

## Persönlichkeiten
- Teresa Andrés Zamora (1907–1946), Bibliothekarin